# Onciale 054
L'Onciale 054 (numerazione Gregory-Aland), ε 59 (Soden), è un codice manoscritto onciale del Nuovo Testamento, in lingua greca, datato paleograficamente all'VIII secolo.

## Testo
Il codice è composto da 6 spessi fogli di pergamena di 290 per 185 cm, contenenti un testo dei Vangelo secondo Giovanni (16,3-19,41) con un commento. Il testo è scritto in una colonna per pagina e 36 linee per colonna.
Contiene numerose lacune.

### Critica testuale
Il testo del codice è rappresentativo del tipo testuale bizantino. Kurt Aland lo ha collocato nella Categoria V.

## Storia
Il codice è conservato alla Biblioteca Apostolica Vaticana (Barb. gr. 521, ff. 1-6) in Roma.